# Viladonja
Viladonja es una entidad de población española del municipio de Les Llosses, perteneciente a la provincia de Gerona, en la comunidad autónoma de Cataluña.

## Historia
A mediados del siglo XIX, el lugar tenía contabilizadas 30 casas. Aparece descrito en el decimosexto volumen del Diccionario geográfico-estadístico-histórico de España y sus posesiones de Ultramar de Pascual Madoz de la siguiente manera:

VILADONJA: l. en la prov. de Gerona (20 horas), part. jud. de Ribas (11), aud. terr., c. g. de Barcelona (24), dióc. de Vich (9), ayunt. de la Riba. sit. en terreno llano, con buena ventilacion y clima frio, pero saludable, si bien se padecen catarros y pulmonias. Tiene 30 casas, y una igl. parr. (Sta. Eulalia) de la que es aneja la de San Estéban de la Riba; se halla servida por un cura de ingreso. El térm. confina N. Fustaña; E. Estiula; S. Matamala, y O. Palmerola. El terreno participa de monte y llano, y aunque generalmente pedregoso, es de mediana calidad; le fertiliza una pequeña riera, y le cruzan varios caminos locales. prod.: trigo, maiz, legumbres y patatas; cria ganado vacuno, lanar y de cerda, y alguna caza y pesca. pobl. y riqueza unida á Saltor (V.).
(Madoz, 1850, p. 65)

En 2023 la entidad de singular de población de Viladonja, perteneciente al municipio de Las Llosas, tenía empadronados 13 habitantes, todos ellos en diseminado.

## Demografía
| Gráfica de evolución demográfica de Viladonja entre 1842 y 1970 |
| |
| Población de derecho según los censos de población del INE Población de hecho según los censos de población del INEEn este censo se denominaba Santa Eulalia de Viladonja: 1842 En este censo se denominaba San Esteban de la Riba: 1857 Entre el censo de 1857 y el anterior, crece el término del municipio porque incorpora a Currubí y Estiula Entre el censo de 1981 y el anterior, este municipio desaparece porque se integra en el municipio Las Llosas |

## Patrimonio
En el lugar hay una iglesia bajo la advocación de Santa Eulalia.